# Богданов Семен Ілліч
Семе́н Іллі́ч Богда́нов  (нар. 17 (29) серпня 1894, місто Санкт-Петербург — 12 березня 1960, місто Москва) — радянський військовий діяч, маршал бронетанкових військ (1945), двічі Герой Радянського Союзу (1944, 1945). Кандидат у члени ЦК КПРС у 1952—1956 роках. Депутат Верховної ради СРСР 2—4-го скликань.

## Біографія
Народився в Санкт-Петербурзі в родині робітника Путиловського заводу. Росіянин. Трудову діяльність розпочав у 12-річному віці учнем слюсаря в механічних ті інструментальних майстернях. Згодом працював слюсарем на Путиловському заводі, на механічному заводі Беккера в Ревелі.

### Перша світова війна
1915 року призваний до Російської імператорської армії. Учасник Першої світової війни у складі запасного повітроплавального батальйону 1-го авіаційного парку Північного фронту. У травні 1917 року закінчив гатчинську школу прапорщиків, командував взводом 2-го запасного піхотного полку. Наприкінці того ж року підпоручик С. І. Богданов був обраний членом полкового комітету. У січні 1918 року демобілізувався, працював у охороні Миколаївської залізниці.

### Громадянська війна в Росії
До лав РСЧА вступив у червні 1918 року. Учасник Громадянської війни в Росії. Командував взводом 4-го Костромського піхотного полку, з квітня 1919 року — ротою 2-го запасного полку, з січня 1920 року — ротою і батальйоном 502-го стрілецького полку 168-ї стрілецької бригади 56-ї стрілецької дивізії. Брав участь у бойових діях на Західному фронті проти польських військ. З січня 1921 року — командир роти 40-х Костромських піхотних курсів командного складу, у складі зведеного загону курсантів брав участь у придушенні селянського повстання О. С. Антонова на Тамбовщині. Двічі поранений.

### Міжвоєнний період
До жовтня 1922 року продовжував службу на 40-х піхотних курсах. 1923 року закінчив Вищу військово-педагогічну школу в Москві. З жовтня 1923 року — командир роти 14-ї Полтавської піхотної школи командного складу. З вересня 1925 року — командир батальйону, помічник командира полку з господарської частини, помічник командира полку зі стройової частини 135-го стрілецького полку 45-ї стрілецької дивізії Українського військового округу.
1930 року закінчив Стрілецько-тактичні курси удосконалення командного складу (КУКС) РСЧА «Постріл» імені Комінтерна. З жовтня того ж року — командир 134-го стрілецького полку. З травня 1932 року — командир 134-ї легкотанкової (згодом — механізованої) бригади. З жовтня 1935 року — командир навчального механізованого полку при Військовій академії механізації і моторизації РСЧА.
1 травня 1938 року полковник С. І. Богданов був заарештований за звинуваченням у контрреволюційній діяльності (ст. 58 КК РРФСР). Перебував у в'язниці до жовтня 1939 року. Військовою колегією Верховного суду СРСР 27 жовтня 1939 року був виправданий за ст. 58, проте за ст. 193-17 (службова халатність) був засуджений до 2-х років позбавлення волі. З нагоди 20-річчя РСЧА амністований і звільнений з-під варти.
У грудні 1939 року відновлений у лавах РСЧА, перебував у розпорядженні Управління кадрів. З березня 1940 року — заступник командира зі стройової частини — начальник піхоти 29-ї моторизованої дивізії. З листопада того ж року — командир 32-ї окремої легкотанкової бригади. З березня 1941 року — командир 30-ї танкової дивізії 14-го механізованого корпусу Західного ОВО.

### Німецько-радянська війна
Учасник німецько-радянської війни з 22 червня 1941 року. брав участь у важких оборонних боях на території Білорусі. У липні 1941 року призначений начальником автобронетанкового відділу Московського ВО, проте вже за 5 днів був призначений заступником командувача 5-ю армією Південно-Західного фронту. З жовтня 1941 року — начальник Можайського укріпленого району Західного фронту.
З березня 1942 року — заступник командувача 10-ю армією по танкових військах, з 19 травня того ж року — командир 12-го танкового корпусу. 21 липня 1942 року присвоєне військове звання «генерал-майор танкових військ». Член ВКП(б) з 1942 року.
З 26 вересня 1942 року С. І. Богданов — командир 6-го механізованого корпусу 2-ї гвардійської армії на Сталінградському і Південному фронтах. У січні 1943 року корпус був перетворений у 5-й гвардійський механізований корпус.
З 11 березня по 24 серпня 1943 року — командир 9-го окремого танкового корпусу 13-ї армії Центрального фронту. 7 червня 1943 року С. І. Богданову присвоєне військове звання «генерал-лейтенант танкових військ».
З вересня 1943 року — командувач 2-ю танковою армією, перетвореною 20 листопада 1944 року в 2-гу гвардійську танкову армію на 1-шу і 2-гу Українських та 1-шу Білоруському фронтах. 24 квітня 1944 року присвоєне військове звання «генерал-полковник танкових військ». 23 серпня того ж року в боях за місто Люблін отримав важке поранення, внаслідок чого протягом 5 місяців перебував у шпиталі.

### Повоєнний час
По закінченні війни продовжував командувати 2-ю гвардійською танковою армією. 1 червня 1945 року С. І. Богданову присвоєне військове звання «маршал бронетанкових військ». З травня 1947 року — командувач бронетанковими і механізованими військами Групи радянських окупаційних військ у Німеччині. З серпня 1948 року — перший заступник командувача, а з листопада 1948 року — командувач бронетанковими і механізованими військами Радянської армії.
З квітня 1953 року — командувач 7-ї механізованої армії Білоруського ВО.
З травня 1954 року — начальник Військової академії бронетанкових військ імені Й. В. Сталіна. У травні 1956 року за станом здоров'я вийшов у відставку.
Обирався депутатом Верховної Ради СРСР 2—4-го скликань (1946—1958).
Мешкав у Москві, де й помер 12 березня 1960 року. Похований на Новодівочому цвинтарі.

## Нагороди
Указом Президії Верховної Ради СРСР від 11 березня 1944 року за вміле керівництво військами танкової армії в боях при прориві оборони супротивника на уманському напрямку та виявлені при цьому мужність і відвагу, генерал-лейтенантові танкових військ Богданову Семену Іллічу присвоєне звання Героя Радянського Союзу з врученням ордена Леніна і медалі «Золота Зірка» (№ 2545).
Указом Президії Верховної Ради СРСР від 6 квітня 1945 року за зразкові дії військ танкової армії по оточенню й розгрому варшавського угруповання супротивника, форсуванню річок Нотець і Одер й при виході до узбережжя Балтійського моря, генерал-полковник танкових військ Богданов Семен Ілліч вдруге нагороджений медаллю «Золота Зірка» (№ 5658).
Був нагороджений двома орденами Леніна (11.03.1944, 1945), чотирма орденами Червоного Прапора (30.11.1920, 27.08.1943, 03.11.1944, 01.06.1949), орденами Суворова 1-го (23.08.1944) та 2-го (07.02.1943) ступенів, медалями і нагородами іноземних держав.